# Барон Белью
Барон Беллью из Бармита в графстве Лаут — наследственный титул в системе Пэрства Ирландии. Он был создан 10 июля 1848 года для сэра Патрика Беллью, 7-го баронета (1798—1866). Он был дважды депутатом Палаты общин Великобритании от графства Лаут (1831—1832, 1834—1837), а также занимал пост лорда-лейтенанта графства Лаут (1831—1866). Его внук, Чарльз Бертрам Беллью, 3-й барон Беллью (1855—1911), также являлся лордом-лейтенантом графства Лаут и заседал в Палате лордов в качестве ирландского пэра-представителя (1904—1911). Ему наследовал его младший брат, Джордж Леопольд Брайан Беллью-Брайан, 4-й барон Беллью (1857—1935). Он являлся одним из ирландских пэров-представителей в Палате лордов Великобритании (1914—1931). В 1881 году лорд Беллью получил королевское разрешение на дополнительную фамилию «Брайан», которая принадлежала его матери. Он был только из одним из баронов Беллью, которые использовали эту фамилию. После его смерти титул унаследовал его племянник, Эдвард Генри Беллью, 5-й барон Беллью (1889—1975). Ему же наследовал его младший брат, Брайан Бертрам Беллью, 6-й барон Беллью (1890—1981). По состоянию на 2015 год носителем титула являлся внук последнего, Брайан Эдвард Беллью, 8-й барон Беллью (род. 1943), который наследовал своему отцу в 2010 году.
Титул баронета Беллью из Бармита в графстве Лаут был создан в Баронетстве Ирландии 11 декабря 1688 года для его предка 1-го барона Беллью, Патрика Беллью (ум. 1716). Его брат Кристофер был предком баронетов Граттан-Белью из Маунт-Беллью (титул создан в 1838 году).
Семейная резиденция — Бармит Касл в окрестностях Данлира в графстве Лаут.

## Баронеты Беллью из Бармита (1688)
- 1688—1734: Сэр Патрик Беллью, 1-й баронет (умер в январе 1716), сын сэра Джона Беллью (ум. 1672/1679)[1]
- 1734—1734: Сэр Джон Беллью, 2-й баронет (ок. 1660 — 23 июля 1734), сын предыдущего[2]
- 1734—1741: Сэр Эдвард Беллью, 3-й баронет (ок. 1695 — октябрь 1741), сын предыдущего от первого брака[3]
- 1741—1750: Сэр Джон Беллью, 4-й баронет (1728 — 2 ноября 1750), сын предыдущего[4]
- 1750—1795: Сэр Патрик Беллью, 5-й баронет (ок. 1735 — 5 марта 1795), младший брат предыдущего[5]
- 1795—1827: Сэр Эдвард Беллью, 6-й баронет (ок. 1760 — 15 марта 1827), сын предыдущего[6]
- 1827—1866: Сэр Патрик Беллью, 7-й баронет[англ.] (29 января 1798 — 10 декабря 1866), единственный сын предыдущего, барон Беллью с 1848 года[7].

## Бароны Беллью (1848)
- 1848—1866: Патрик Беллью, 1-й барон Беллью[англ.] (29 января 1798 — 10 декабря 1866), сын сэра Эдварда Беллью, 6-го баронета (1750—1827)[7]
- 1866—1895: Эдвард Джозеф Беллью, 2-й барон Беллью (3 июня 1830 — 28 июля 1895), единственный сын предыдущего[8]
- 1895—1911: Чарльз Бертрам Беллью, 3-й барон Беллью (19 апреля 1855 — 15 июля 1911), второй сын предыдущего[9]
- 1911—1935: Майор Джордж Брайан Леопольд Беллью-Брайан, 4-й барон Беллью[англ.] (22 января 1857 — 15 июня 1935), младший брат предыдущего[10]
- 1935—1975: Эдвард Генри Беллью, 5-й барон Беллью (6 февраля 1889 — 8 августа 1975), старший сын достопочтенного Ричарда Юстаса Беллью (1858—1933) от первого брака, племянник предыдущего[11]
- 1975—1981: Брайан Бертрам Беллью, 6-й барон Беллью (11 июня 1890 — 7 сентября 1981), младший брат предыдущего[12]
- 1981—2010: Джеймс Брайан Беллью, 7-й барон Беллью (5 января 1920 — 3 августа 2010), единственный сын предыдущего[13]
- 2010 — настоящее время: Майор Брайан Эдвард Беллью, 8-й барон Беллью (род. 19 марта 1943), старший сын предыдущего[14]
  - Наследник титула: достопочтенный Энтони Ричард Брук Беллью (род. 9 сентября 1972), второй сын предыдущего[15].